# Уоррен, Мерси Отис
Мерси Отис Уоррен (англ. Mercy Otis Warren; 14 [25] сентября 1728 — 19 октября 1814) — американская поэтесса, историк, драматург, сатирик и одна из самых известных «женщин американской независимости». В период, предшествовавший получению страной независимости, проводила у себя дома собрания, призывая к освобождению от власти англичан, которых подвергала нападкам в своих язвительных пьесах. Написала единственную современную радикальную историю борьбы за независимость в Северной Америке.

## Биография
Мерси Отис Уоррен родилась 14 (25) сентября 1728 года в небольшом городке Барнстабл в Массачусетсе. Она была третьим ребёнком, в семье из 13 детей.
Семья её отца, Джеймса Отиса, переселилась в Америку из Англии. Джеймс Отис был адвокатом, также занимался фермерством и торговлей. О матери Мерси Отис известно немного. Её звали Мери Эллайн Отис, и она была правнучкой Эдварда Доти, одного из пассажиров «Мэйфлауера», который поставил свою подпись под знаменитым соглашением на борту этого корабля. Мери Эллайн Отис или миссис Молли, как называли её друзья Мерси, осталась в памяти родных глубоко верующим человеком, понимающим значение слова «долг». На её похоронах Мерси сказала, что «в ней были собраны все лучшие качества, за которые её любили семья и друзья».
В семье Отисов важное место отводилось образованию детей. Глава семьи хотел дать своим детям то, что когда-то не получил сам. Было решено дать образование и дочери, ведь «ей тоже дана голова». Детей учили с раннего возраста, преимущественно светским наукам.
По вечерам в доме Отисов часто устраивались беседы у камина, куда приходили друзья и знакомые семьи. Присутствовали на таких вечерах и дети, слушая разговоры на разные темы, в том числе и политические, находясь под влиянием «вигской философии» отца и его сторонников.
У детей был наставник — их дядя — священник Джонатан Рассел, готовивший мальчиков к поступлению в Гарвард. Мерси всегда их сопровождала и присутствовала на всех занятиях. Уроки она запоминала с легкостью благодаря феноменальной памяти. Много времени она проводила в библиотеке пастора, которая содержала, в основном, книги наставительного и обучающего характера. Она читала Шекспира, Филдинга, Дефо, Поупа, Милтона, Драйдена. Огромное впечатление на неё произвела «Всемирная история» Уолтера Рэли. «Мерси следовала вкусам своего времени и принимала его героев — Цицерона и Шекспира с их размахом идей, Брута и Кромвеля с их борьбой против тиранов, А. Поупа с его чёткой чёрно-белой моралью. Его стихами восторгались все современники, он побуждал людей к самостоятельным занятиям поэзией».
Ко всему прочему дядя научил племянницу излагать свои мысли литературным языком. Стиль его письма впоследствии стал её стилем.
Мерси была старшей дочерью в семье, ей часто приходилось помогать матери, поэтому вместе с интеллектуальными занятиями шло обучение и домашним делам. «Она приняла свою женскую роль молча, терпеливо развиваясь в полноценную домашнюю хозяйку в будущем» Грубым домашним занятиям она предпочитала рукоделие. В Музее пилигримов в Плимуте находится вышитая ею скатерть.
Во время учёбы её старшего брата Джеймса Отиса-младшего в Гарварде жизнь Мерси была однообразной. Они были очень близки и скучали друг по другу. Всё это время Мерси проводила в библиотеке дяди, читая книги и делая свои первые шаги в литературе. Всё прочитанное она пыталась изложить в стихах, которые сейчас хранятся в библиотеке Исторического общества Массачусетса.
Благодаря брату она познакомилась с Джеймсом Уорреном, впоследствии ставшим её мужем. Это произошло в 1743 г., когда шестнадцатилетняя Мерси впервые покинула Барнстейбл и отправилась в Гарвард на праздник, по случаю получения диплома её братом. Джеймс Уоррен был другом Джеймса Отиса-младшего и часто бывал у них в доме. Вскоре он начал ухаживать за Мерси и в ноябре 1754 г. они поженились.
Джеймс Уоррен представлял собой само благоразумие. С юности он привык принимать ответственные решения и чётко следовать им. «Его привязанности сильны, — сказала о нём Мерси, — и если ему нравятся или не нравятся люди и их поступки, то никакая смена их внешности не изменит его мнения о них»
После свадьбы молодая семья поселилась в доме отца Уоррена на ферме Клиффорд в трех милях от Плимута. К устройству домашнего хозяйства Мерси подошла рационально и впоследствии делилась своим опытом с племянницами говоря, что если женщина сумеет эффективно организовать «домашнюю рутину», то у неё останется свободное время на любимые занятия. В 1757 г. семья переехала в Винслоу-хауз в Плимуте, где и родились пятеро сыновей. Дом Уорренов всегда был открыт для гостей. Их часто посещали многочисленные друзья и родственники, среди которых самыми желанными были Джон и Абигайль Адамсы. Мерси очень подружилась с Абигайль — у них было множество тем для бесед: литература, философия, политика, семейные отношения, образование, в том числе женское, воспитание детей.
Воспитанию детей Мерси и Джеймс уделяли много времени. Их дети ездили верхом по окрестностям, рыбачили, читали (Мерси строго следила за этим), наблюдали за жизнью порта, охотились, принимали многочисленных родственников и участвовали в беседах с ними. В письме к Абигайль Адамс, приславшей ей книгу по вопросу образования детей, Мерси писала: «Я благодарна тебе за эту разумную книгу. Я ищу любой помощи извне, чтобы суметь выполнить высочайший долг — развить ум детей и посеять в их душах семена добродетели. Как решить эту задачу, которая полностью легла на наш необученный пол? Я думаю, что святое отношение к правде и долгу, вложенное в юные души будет надежным защитником добродетели и самым прочным барьером против любых жизненных пороков» К сожалению, судьба их детей была тяжёлой — трое из них умерли ещё при жизни родителей. Пережить подобную потерю Мерси помогли её литературные изыскания и участие в политической борьбе.
С начала 1760-х годов Мерси оказалась в гуще политических событий. Джеймс Отис-младший, его друг Сэмюэл Адамс, Джеймс Уоррен, Элбридж Герри, Джон Адамс составляли «каминное сообщество», часто собиравшееся в доме Уорренов. Мерси принимала во всех обсуждениях непосредственное участие, к её мнению часто прислушивались. Именно здесь в октябре 1772 года родилась идея корреспондентских комитетов. По свидетельству Сэмюэла Адамса, эта мысль была высказана Мерси. За короткий срок он с Джеймсом Уорреном и Элбриджем Джерри наладили систему комитетов, в которой проявили себя будущие политические лидеры страны.
В 1781 г. супруги Уоррен купили дом бывшего губернатора Т. Хатчинсона — Милтон-хилл, где прожили следующие десять лет. В это время Мерси в основном была занята перепиской с многочисленными друзьями и соратниками — Сэмюэлом Адамсом, Джеймсом Уинтропом, Джоном Дикинсоном, Томасом Джефферсоном, Элбриджем Джерри, Джорджем Вашингтоном, Генри Кноксом, Александром Гамильтоном, Джоном и Абигайль Адамс, английским историком Кэтрин Маколей, с которой её познакомил брат.
Мерси Отис Уоррен умерла 19 октября 1814 года, в возрасте 86 лет. Она похоронена в Плимуте, Массачусетс.

## Литературная деятельность
Несмотря на заботу о доме, муже и детях и активную политическую деятельность, Мерси находила время и для своих литературных изысканий. Она по-прежнему излагала в стихах прочитанные книги, как делала это ещё в детстве, в доме своего дяди. Вся семья поддерживала Мерси в её литературных занятиях, признавая её необыкновенный ум и талант. Она пыталась стать достойным последователем Александра Поупа и Джона Драйдена. Время от времени её муж посылал эти стихи в газеты для публикаций. Наиболее удачные героические строки, опубликованные в газетах, публика начинала распевать под звучные мелодии. Так случилось с рифмами, посвященными борьбе колонистов против гербового сбора. В стихотворении «Морские нимфы» описывалось «бостонское чаепитие»: нимфы оставили нектар богам Гомера и теперь чихают, угощаясь дарами граждан, принесших им зелье из Индии.
Самыми любимыми темами Мерси были философия, религия, природа и дружба. Часто свои письма она писала в стихах, излагая в них новости или наставления детям.
После трагедии, произошедшей с братом Мерси Джеймсом Отисом, она обратилась к новым литературным жанрам и формам. Так она стала писать пьесы, искала в трагедиях ответы на вопросы, которые ставила жизнь перед колонистами — конфликт монархического деспотизма и справедливости, судьба героического борца с тиранией. В сатире Шекспира и Мольера она нашла форму борьбы с человеческими пороками и несправедливостью.
В марте 1772 года, она опубликовала в «Massachusetts Spy» свою первую пьесу «Адюльтер». Через месяц её обнародовали повторно, а в 1773 г. она вышла в виде памфлета. Все три публикации были анонимными. Эта пьеса была направлена против губернатора Массачусетса Томаса Хатчисона, принадлежавшего к партии тори. Действие пьесы происходит в придуманной стране Сервии. Управляет этой страной Прожорливый (Rapatio), которого окружают родственники — Слабый (зять Прожорливого), Тощий (брат Прожорливого) и подчиненные — паша Сервио, лейтенант Одурманенный. Им противостоят патриоты — Брут и Касий, борющиеся за свободу Сервии, в них легко узнавались Джеймс Отис и Самюэль Адамс. В их уста были вложены слова, предсказывающие революционную войну. Публика с восторгом приняла пьесу, а имена действующих персонажей намертво приклеились к их прототипам.
Через год, в мае 1773 года, появилась новая пьеса «Крушение» (или «Фиаско») в продолжение предыдущей. Она была напечатана в «Boston Gazette». В ней появлялся новый персонаж — Писака, продающий «своё перо и совесть за золото».
В январе 1774 г. в «Massachusetts Spy» появились отрывки из третьей пьесы Мерси Отис Уоррен. В апреле 1775 г., накануне битвы у Лексингтона, в Бостоне под носом у главнокомандующего британскими силами в Америке генерала Гейджа была опубликована третья, самая популярная политическая сатира «Группа. Фарс, недавно сыгранный». В этой пьесе исчезает главный Прожорливый, но остаются его родственники. Очень зло и желчно высмеиваются здесь люди, рождённые в Америке, но предавшие и равнодушные к её судьбе. Генерал Гейдж представлен в роли Суллы. Советник у Суллы бригадир Всененавидящий — американец. Его коллеги — эсквайр Обманщик, сэр Растратчик, сэр Задира, трактирщик Сыщик, сэр Щеголь, эсквайр Сварливый, сэр Простофиля, сэр Бездельник — Бумагомаратель. Все действие поэмы занимает собрание персонажей в штаб-квартире и обсуждение ими общественных дел и личных проблем. Примечательно, что в книге нет ни одного положительного персонажа. Успех памфлета был настолько велик, что нашлось немало желающих назваться его автором. Незадолго до смерти Мерси решила утвердить своё авторство с помощью Д.Адамса. Впоследствии он писал «Известно, что маленькая пьеса „Группа“, имеющая ценность, принадлежит только перу Мерси Уоррен из Плимута, чья энергия и способности были направлены на защиту независимости Америки».
Следующая пьеса появилась в 1776 г. «Болваны, или Перепуганные офицеры. Фарс» была ответом на пьесу английского генерала-драматурга Д.Бергойна «Блокада Бостона». Пьеса состоит из 3 действий и изображает армию Гейджа, окруженную войском Вашингтона в Бостоне, а затем бегство англичан вместе с лоялистами из города. Британские офицеры получили характеризующие их имена — Убийца, Дым, Щеголь, Пустота, Простофиля; их друзья — американцы — Тощий, Угрюмый, Красавчик, Простота. В пьесе есть женские образы -жена Простого — Жеманница, его дочь — Сплетница, их служанка — Тупица. Все они собираются покинуть город, обсуждая как это половчее устроить. Пьеса изобилует грубыми и даже непристойными диалогами, что привело к её популярности в солдатских кругах.
В 1779 г. ею была написана ещё одна сатирическая пьеса «Пестрая ассамблея: Фарс. Для развлекательного представления», представшая собой портрет «высшего общества» Бостона. Англичане покинули его, поэтому в пьесе только её сограждане- американцы, скорее даже американки. Главными героинями являются миссис Надутая, миссис Цветочек, их служанка Киска, и мистер Коротышка, разбогатевший на военных поставках. Весь их мир крутится вокруг моды и роскоши, а главное мечтой является возвращение англичан. В противовес к ним в пьесе присутствуют два патриота — молодые офицеры из армии Вашингтона. Они предлагают дамам внести свой вклад в дело свободы — шить рубашки для континентальной армии, на что получают холодный и презрительный отказ.
Перу Мерси Отис принадлежат также две исторические трагедии «Дамы Кастилии» и «Разорение Рима». В них показано как забвение добродетелей, семейных ценностей приводит к катастрофе.
Мерси написала 19-страничное «Размышление колумбийского патриота о новой Конституции, Федеральном и местных конвентах: Так проходит слава Америки (Sic transit gloria Americana)» в стиле памфлета. Он был напечатан в Бостоне и Нью-Йорке. Это произведение вновь пробудило в ней интерес к истории. Она начала собирать материалы, письма, газеты о событиях войны с начала 70-х годов. В возрасте 77 лет. Мерси Уоррен закончила написание трех томов « Истории подъёма, развития и завершения Американской революции». Среди авторов Мерси была единственной женщиной — современницей событий, написавшей полномасштабную историю революции. В книге очень четко прослеживаются её политические взгляды Будучи сторонницей республиканских принципов, по каждому вопросу она заняла твердую антифедералистскую позицию, поделив все общественные действия на правильные и неправильные. Мерси писала «историю на примерах», считая, что «добродетель» и «жадность» являются фундаментальными категориями исторического объяснения. «Изучение человеческого характера позволяет увидеть всю красоту и деформацию его души. Добродетель внедрена в натуру людей, она действует в каждом под контролем разума и человеколюбия. Но когда контроль ослабевает из-за обретения богатства или власти, натура проявляет оскорбительные примеры расточительности, тирании и измены». Во введении к своему историческому труду Мерси отмечает, что его автор — женщина, утверждая своё право выражать политические взгляды и давать оценку историческим событиям.
Мерси написала целую серию писем юным девушкам, дочерям своих родственников и друзей, развивающих её идею равенства полов. Она считала, что по интеллекту женщины равны мужчинам. Во введении к своему историческому труду Мерси отмечает, что его автор — женщина, утверждая своё право выражать политические взгляды и давать оценку историческим событиям.

## Память
Конгресс США постановил 19 октября 1994 года провести день памяти Мерси Отис Уоррен.
За прошедшее после 1994 года десятилетие интерес к этой женщине в США вырос, были опубликованы её произведения. В её родном городе был создан Комитет мемориального фонда, а 4 июля 2001 года построен памятник, автором которого является Давид Левис.